# Birkelbach (Erndtebrück)
Birkelbach (mundartlich Baerkelbach) ist ein Ortsteil von Erndtebrück im Kreis Siegen-Wittgenstein in Nordrhein-Westfalen mit etwa 820 Einwohnern.

## Nachbarorte
- Birkefehl
- Schameder
- Aue
- Berghausen
- Röspe
- Womelsdorf
- Zinse

## Geschichte

Birkelbach zwischen 1896 und 1900

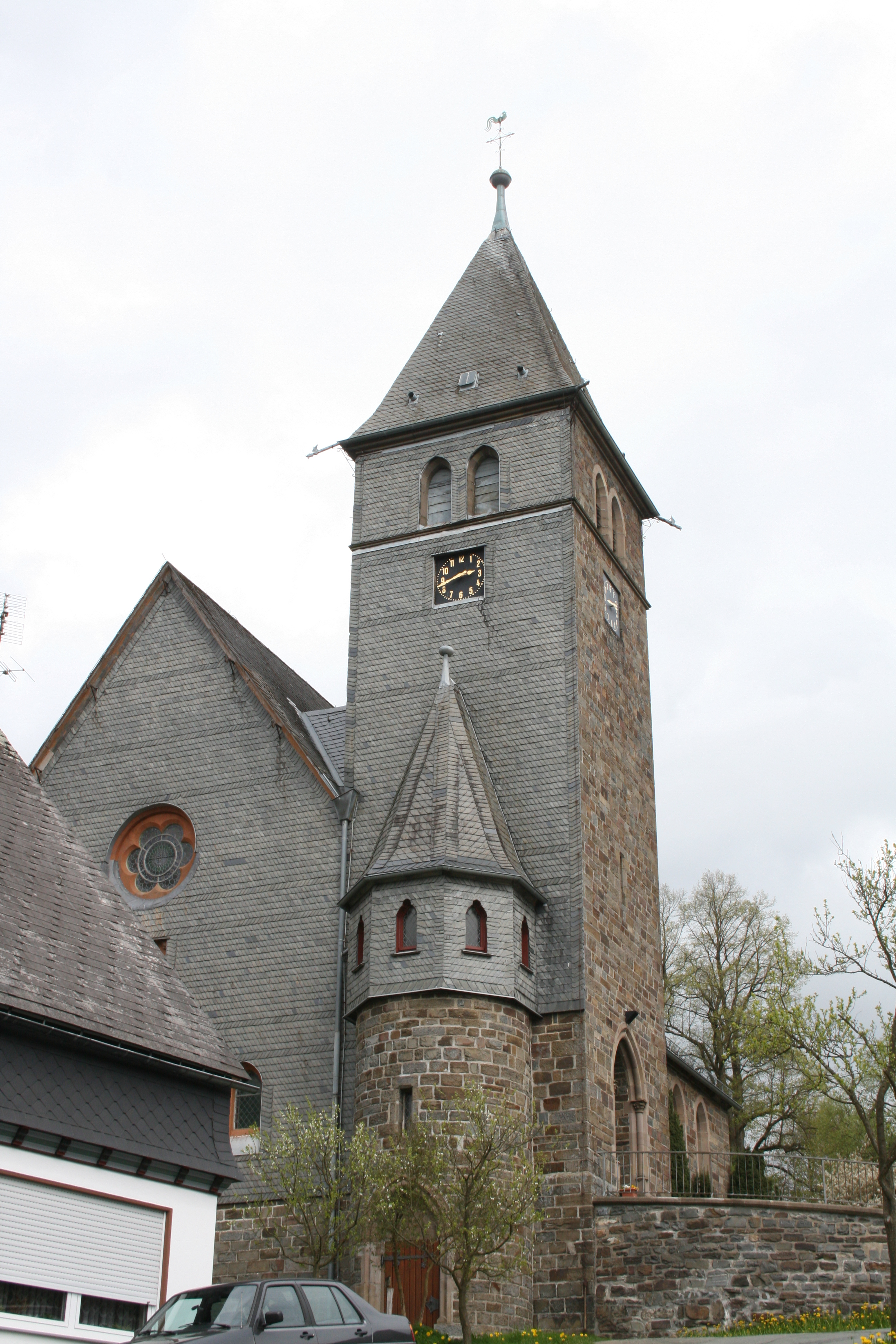
Die evangelische Kirche in Birkelbach

Der erste urkundliche Beleg für Birkelbach findet sich im Jahr 1475. In einer Urkunde (Nr. 1058 im Fürstlichen Archiv Berleburg) verpfändete Graf Johann zu Wittgenstein am 9. Februar 1475 einige Wiesen in Birkelbach (Bergkelbach). Zu diesem Zeitpunkt war Birkelbach wahrscheinlich immer noch eine Wüstung. Angaben, die die erste urkundliche Erwähnung Birkelbachs auf das Jahr 1344 datieren, haben sich mittlerweile als Irrtum herausgestellt.

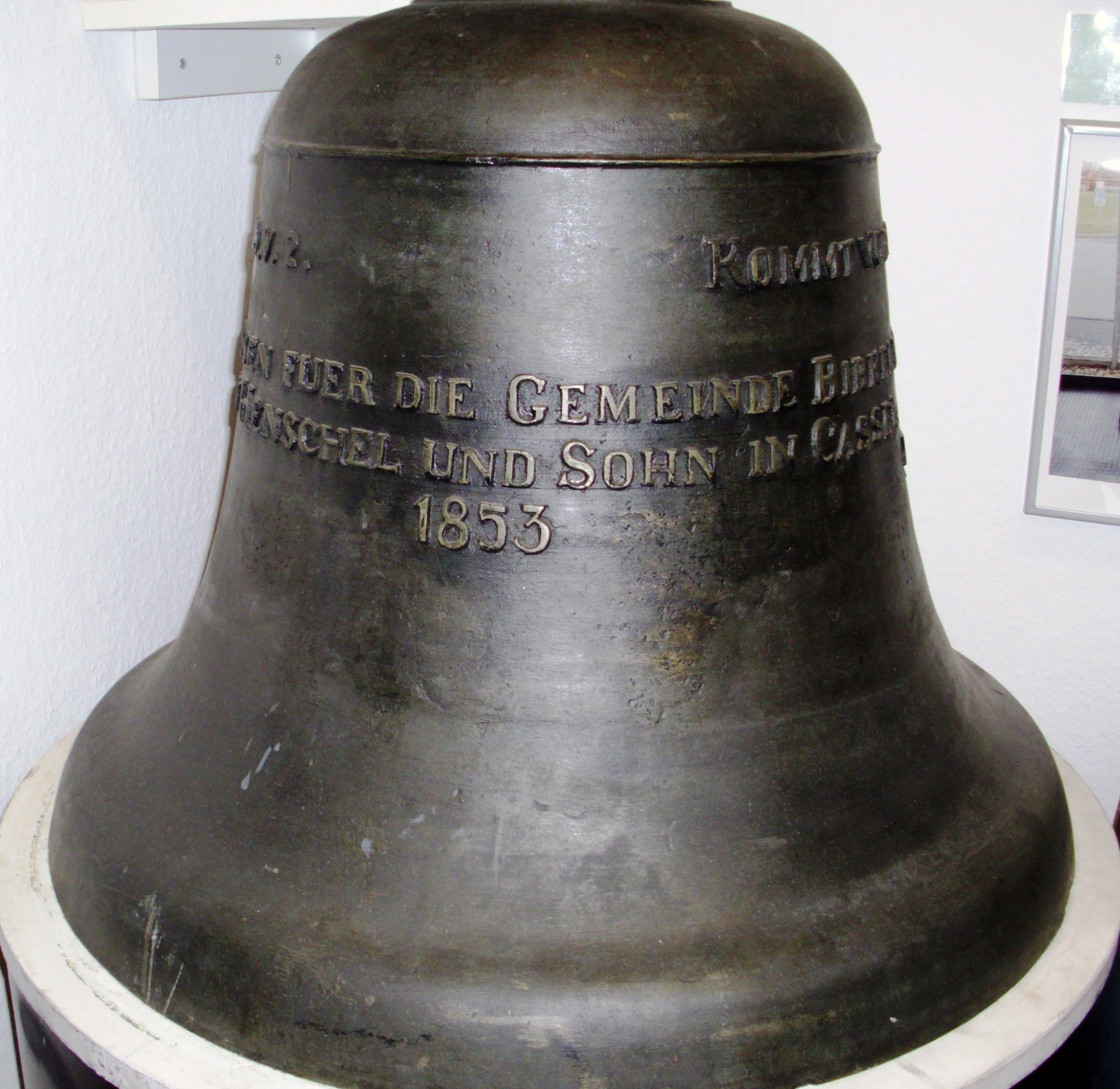
Henschel Glocke 1853

Anfang des 16. Jahrhunderts erfolgte die Wiederansiedelung. 1538 gehört der Ort zum Hause Erndtebrück. 1590 erfolgt die Zuschlagung zum Amt Berleburg. Birkelbach wurde 1607 in das Kirchspiel Wingeshausen eingepfarrt. Ab dem Jahr 1619 besteht das eigene Kirchspiel. Die Evangelische Kirche in Birkelbach ist seit September 1991 in die Denkmalliste der Gemeinde Erndtebrück eingetragen.
Eine Glocke aus der ehemaligen Kirchengemeinde Birkelbach befindet sich im Henschel-Museum in Kassel. Sie wurde 1853 von Henschel und Sohn in Cassel gegossen und trägt die Inschrift „Kommt vor sein Angesicht mit Frohlocken“. Gegossen wurde sie aus einer seinerzeit gesprungenen Glocke, die 1629 wahrscheinlich vom Jesuitenkollegium in Siegen für „16 Reichsthaler“ angekauft worden war.
Ab 1733 bestand die Schulzerei Birkelbach. Eine Erweiterung erfolgte 1819 zum Schultheißenbezirk Birkelbach mit Ortschaften Womelsdorf und Birkefehl. Birkelbach gehörte ab 1845 zum Amt Berghausen. 1914 wurde die Bahnstrecke Altenhundem–Birkelbach eröffnet.

### Einwohnerentwicklung
- 1961: 1109 Einwohner[3]
- 1970: 1016 Einwohner[3]
- 1974: 1005 Einwohner[4]
- 1992: 1095 Einwohner[5]
- 1995: 0898 Einwohner
- 1997: 0861 Einwohner
- 2000: 0874 Einwohner
- 2002: 0846 Einwohner
- 2005: 0875 Einwohner
- 2007: 0849 Einwohner
- 2010: 0794 Einwohner
- 2012: 0819 Einwohner
- 2013: 0810 Einwohner
- 2018: 0801 Einwohner
- 2020: 0800 Einwohner
- 2023: 0809 Einwohner

### Eingemeindung

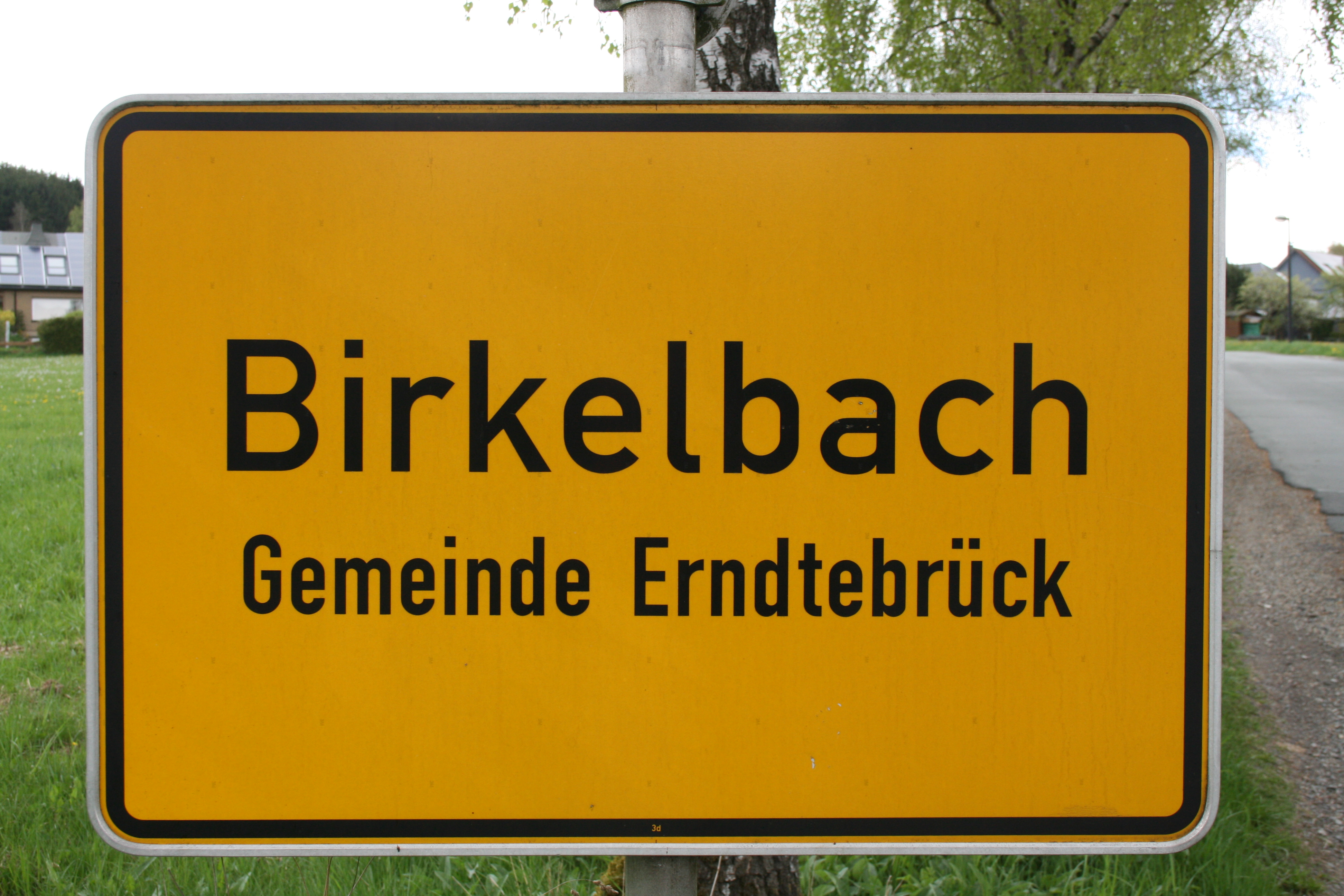
Ortstafel Birkelbach

Seit der Gebietsreform, die am 1. Januar 1975 in Kraft trat, gehört der Ort, der zuvor eine selbstständige Gemeinde im damaligen Kreis Wittgenstein war, zur Gemeinde Erndtebrück.

## Ehemalige Reifensteiner Schule bzw. Christliches Jugenddorf

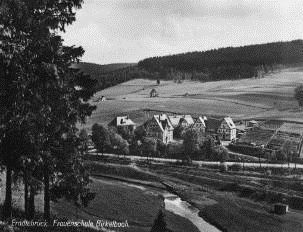
Bild der Schulanlagen 1944

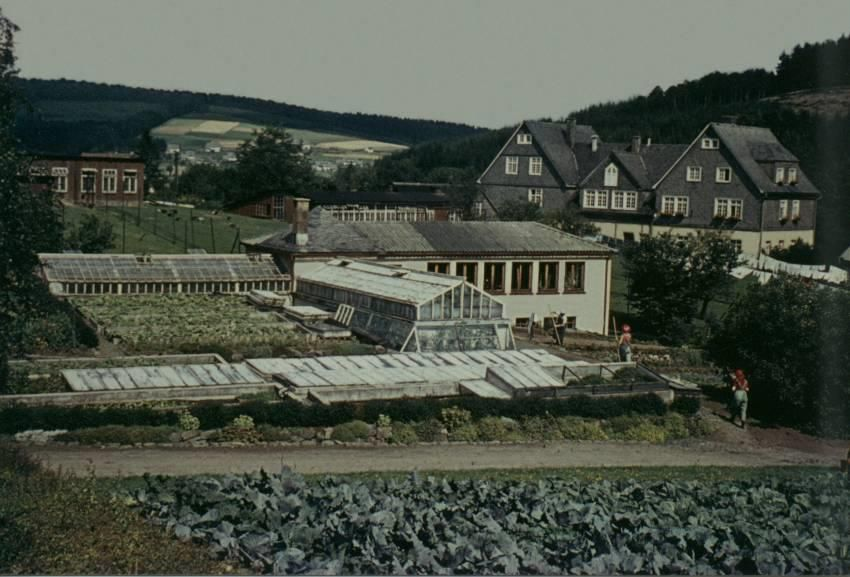
Gartenanlagen der Schule 1985

Zu Ostern 1928 wurde eine Reifensteiner Schule eröffnet. Die Schülerinnenzahlen stiegen stetig an, intern lief die Schule unter dem Namen Wittgenstein.
Ab September 1939 wurde die Schule als Reservelazarett eingeplant und ab 1944 fast alle Schülerinnen in Rüstungsbetrieben zwangsverpflichtet. Erst im November 1945 konnte der Schulbetrieb wieder aufgenommen werden. Von 1946 bis 1952 nahm die Schule die Mädchenabteilung der zerstörten Landwirtschaftsschule Erndtebrück auf. Ab Mitte der 1950er Jahre bis 1980 stiegen die Schülerinnenzahlen auf 170 an. Unter anderem Luz Leskowitz war 1960 als Siebzehnjähriger an der Frauenschule in Birkelbach aufgetreten.
Im Jahr 1980 wurde der erste männliche Schüler in die Schule aufgenommen, 1988 ein Buch zu einem festlichen Buffet veröffentlicht. Mitte der 1980er Jahre allerdings begannen die Schülerinnenzahlen so stark zu sinken, dass trotz stetig veränderter Ausbildungsangebote der Reifensteiner Verband am 1. August 1990 seine Schule an das Christliche Jugenddorfwerk Deutschlands e. V. übergab.
Die Schule wird als „Jugenddorf Wittgenstein – Reifensteiner Schule“  weitergeführt. Seitdem hat sich das Aufgabenspektrum auf die Jugendhilfe, Bildungsmaßnahmen, Unterbringung von unbegleiteten minderjährigen Flüchtlingen sowie Maßnahmen im Auftrag der Bundesagentur für Arbeit erweitert.

## Wirtschaft und Infrastruktur
In Birkelbach gibt es das Beuter Holzenergiezentrum, welches Energieholz herstellt und vertreibt.

### Verkehr

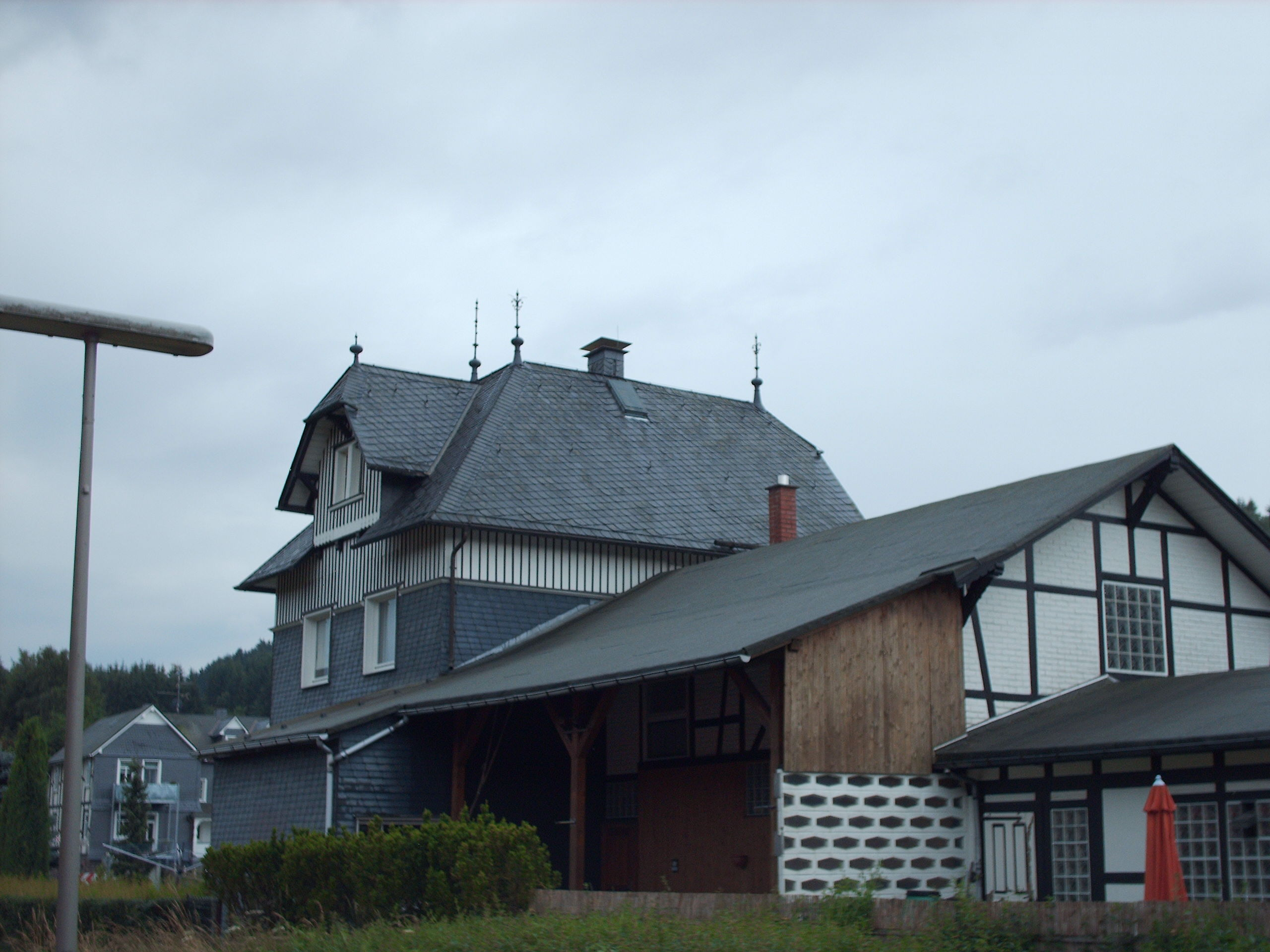
Haltepunkt Birkelbach

Der Haltepunkt Birkelbach liegt an der Bahnstrecke Erndtebrück–Bad Berleburg. Diese wird im Stundentakt von Regionalzügen bedient. Früher mündete hier die 1944 stillgelegte Bahnstrecke Altenhundem–Birkelbach.
| Linie | Verlauf | Takt                                             |
| ----- | --- | ------------------------------------------------ |
| RB 93 | Rothaarbahn: Betzdorf (Sieg) – Kirchen – Freusburg Siedlung – Brachbach – Mudersbach – Niederschelden – Niederschelden Nord – Eiserfeld (Sieg) – Siegen Hbf – Siegen-Weidenau – Siegen-Geisweid – Kreuztal – Ferndorf (Siegen) – Kredenbach – Dahlbruch – Hillnhütten – Stift Keppel-Allenbach – Hilchenbach – Vormwald Dorf – Vormwald – Lützel – Erndtebrück – Birkelbach – Aue-Wingeshausen – Berghausen (b Wittgenstein) – Raumland-Markhausen – Bad Berleburg Werktags einzelne Fahrten von Au (Sieg) bzw. Altenkirchen, Samstags 2x von Marburg nach Betzdorf als RB 94 Stand: Fahrplanwechsel Dezember 2021 | 60 min 120 min (Betzdorf–Siegen sonn-/feiertags) |

## Vereine
Die Sportfreunde Birkelbach 1921 wurden im Jahr 1921 gegründet.
Im Jahr 1953 wurde der Schützenverein Birkelbach 1953 e. V. gegründet.

## Persönlichkeiten
- Günther Saßmannshausen (1930–2010), Geologe und Manager, in Birkelbach aufgewachsen
- Waltraud Wende (* 1957), Germanistin, Kultur- und Medienwissenschaftlerin